# José Zorrilla y Moral
José Zorrilla y Moral, född den 21 februari 1817 i Valladolid, död den 23 januari 1893 i Madrid, var en spansk skald. 
Zorrilla skrev under skoltiden poesi och läste Walter Scott och Chateaubriand. Men denna läslust sökte fadern, som bestämt sin son för den juridiska banan, stävja. Efter ett par års studier i Valladolid och Toledo bröt Zorrilla med sin familj och begav sig till Madrid, där hans litterära debut blev glänsande, då han vid Mariano José de Larras begravning uppträdde med en sorgedikt. Det var 1837, och från detta år till 1845 inföll Zorrillas glansperiod. Därefter inträdde en avmattningstid. Hans ekonomiska förhållanden och hans inblandning i det politiska livet nödgade honom att överge hemlandet. Zorilla begav sig till Paris och 1855 till Mexiko, där han, högt uppburen, framlevde ett tiotal år. Fattig återvände han till Spanien 1866, där han fick statsunderstöd, som förbättrade hans ekonomi. 
Zorrilla började en föreläsningsturné, och hans rykte växte. År 1889 kröntes han i Granada till diktarkung, och ett monument restes över honom i Valladolid 1900. Zorrilla var en äkta romantiker, som naturligtvis måste hänföra sina landsmän vid den period, då han uppträdde. Antalet av hans arbeten, lyriska och dramatiska, är stort. Som de mest betydande bör nämnas legendsamlingen Cantos del trovador (1841), Granada, poema oriental (1852) och av hans dramatiska verk El zapatero y el ray, El punal del godo och framför allt Don Juan Tenorio, som är ett verkligt folkskådespel med den traditionella Don Juantypen som hjälte. Zorrillas Obras föreligger i flera upplagor. Sitt liv skildrade han i Recuerdos del tiempo viejo, som är en blandning av verklighet och dikt.